# Мелатонин
Мелатонинът (5-метокси-N-ацетилтриптамин) е хормон, присъстващ в организмите на всички живи същества от водораслите до човека в нива, променящи се в ежедневен цикъл. При висшите животни мелатонинът се произвежда от пинеалоцитите в епифизата (разположена в мозъка), а също и от ретината и стомашно-чревния тракт. Той се синтезира естествено от аминокиселината триптофан (чрез синтез на серотонин) от ензима 5-хидроксиндол-O-метилтрансфераза.
Много биологични ефекти на мелатонина се осъществяват чрез активиране на мелатониновите рецептори, а други възникват в резултат от ролята му на широко разпространен и много силен антиоксидант със специална роля в предпазването на ядрената и митохондриална ДНК. Мелатонин се синтезира и от различни растения, като ориз, а и за погълнатия мелатонин е показано, че е способен да достигне местата за свързване на мелатонина в мозъците на бозайниците и да се свърже с тях.
Производството на мелатонин от епифизата е под влияние на супрахиазмалното ядро на хипоталамуса, което приема информация от ретината за ежедневната смяна на светлина и мрак. Този сигнал е част от системата, регулираща денонощния цикъл, но супрахиазмалното ядро е това, което управлява дневния цикъл в повечето компоненти на паракринната и ендокринната системи, а не мелатониновият сигнал (както е приемано в миналото). Мелатонинът, произведен в епифизата, действа като ендокринен хормон, тъй като се отделя в кръвта, докато мелатонинът, произведен от ретината и стомашно-чревния тракт, действа като паракринен хормон.
Мелатонинът е медиатор, производен на серотонина. Той се съдържа в епифизата. Мелатонинът предизвиква концентриране на пигментните гранули около ядрото и пигметните клетки на кожата. Неговата секреция е слаба през деня, а се увеличава на тъмно, но значението на мелатонина за пигментацията на кожата при бозайниците е незначително. Мелатонинът е мощен антиоксидант и подпомага за унищожаването на вредните радикали в организма. Това му свойство е довело до названието му „хормон на младостта“, тъй като мелатонинът подпомага съня и подобрява неговите качества, като помага на организма да се възстанови. При събуждане нощем трябва да се избягва силна светлина, тъй като тя пречи на синтеза на мелатонин и нарушава съня.